# کیگان کونور تریسی
کیگان کونور تریسی (انگلیسی: Keegan Connor Tracy؛ زادهٔ ۳ دسامبر ۱۹۷۱) یک هنرپیشه اهل کانادا است. وی از سال ۱۹۹۷ میلادی تاکنون مشغول فعالیت بوده‌است.

## فیلم‌شناسی
فیلم‌ها یا برنامه‌های تلویزیونی که کیگان کونور تریسی در آن نقش داشته‌است:
- دوئت
- گدایان و انتخاب کنندگان
- صدای سفید
- مقصد نهایی ۲
- آشوب
- روزی روزگاری در نقش پری آبی
- فرزندان
- طلوع مرگ